# Jarosław Rębiewski
Jarosław Rębiewski (Łódź, 27 februari 1974) is een Pools wielrenner die anno 2016 rijdt voor Dare 2B.

## Belangrijkste overwinningen
2000
Memoriał Andrzeja Trochanowskiego
2003
GP Weltour
2e etappe Inter. Course 4 Asy Fiata Autopoland
2004
6e etappe Bałtyk-Karkonosze Tour
2005
2e (ploegentijdrit) en 5e etappe Ronde van Bulgarije
2006
Proloog Bałtyk-Karkonosze Tour
2008
7e etappe Bałtyk-Karkonosze Tour
4e etappe Ronde van Malopolska

## Ploegen
- 2000 –  Legia-Bazyliszek-Siemens-Romar
- 2001 –  CCC-MAT-Ceresit
- 2002 –  CCC Polsat
- 2003 –  Mikomax-Browar Staropolski
- 2004 –  Knauf-Mikomax
- 2005 –  Knauf Team
- 2006 –  Knauf Team
- 2007 –  CCC Polsat Polkowice
- 2008 –  CCC Polsat Polkowice
- 2009 –  CCC Polsat Polkowice
- 2010 –  CCC Polsat Polkowice
- 2011 –  Bank BGŻ
- 2013 –  Las Vegas Power Energy Drink
- 2014 –  Mexller
- 2015 –  Domin Sport
- 2016 –  Dare 2B

Detko · Komar · Kostecki · Kurowski · Nowak · Oborski · Rębiewski · Sójka · Witecki · Wojciechowski · Zieliński